# Второвурманкасинское сельское поселение
Второвурманкаси́нское се́льское поселе́ние (чув. Вăрманкас Кĕçтемĕр ял тăрăхĕ) — муниципальное образование в составе Цивильского района Чувашской Республики. Административный центр — деревня Вторые Вурманкасы. Сельское поселение образуют 9 деревень.
Главой поселения является Никитин Эдуард Васильевич.

## География
Поселение граничит: на севере — с землями Чебоксарского района, на востоке — с землями Тувсинского сельского поселения, на юге — с землями Рындинского и Богатырёвского сельских поселений Цивильского района, на западе — с землями Малоянгорчинского сельского поселения Цивильского района. 

По территории поселения проходит автодорога федерального значения М7 «Волга». Земли поселения находятся в бассейне реки Большой Цивиль и её левого притока Поженарка. 

## Состав поселения
В состав входят 9 населённых пунктов:
| № | Населённый пункт                                            | Тип населённого пункта          |
| - | ----------------------------------------------------------- | ------------------------------- |
| 1 | Вторые Вурманкасы (Второвурманкасинское сельское поселение) | Деревня, административный центр |
| 2 | Красная Горка                                               | Деревня                         |
| 3 | Орбаши                                                      | Деревня                         |
| 4 | Первомайское                                                | Деревня                         |
| 5 | Резинкино                                                   | Деревня                         |
| 6 | Ситчараки                                                   | Деревня                         |
| 7 | Табанары                                                    | Деревня                         |
| 8 | Тебикасы                                                    | Деревня                         |
| 9 | Янзакасы                                                    | Деревня                         |

## Население
| 2010  | 2012  | 2013  | 2014  | 2015  | 2016  | 2017  |
| ----- | ----- | ----- | ----- | ----- | ----- | ----- |
| 1672  | ↘1652 | ↘1649 | ↘1637 | ↗1645 | →1645 | ↘1632 |
| 2018  | 2019  | 2020  | 2021  |       |       |       |
| ↘1605 | ↘1547 | ↘1544 | ↘1518 |       |       |       |